# Claudette Herbster-Josland
Claudette Herbster-Josland (* 28. März 1946 in Dijon) ist eine ehemalige französische Florettfechterin.

## Erfolge
Claudette Herbster-Josland nahm an drei Olympischen Spielen teil. 1968 verpasste sie in Mexiko-Stadt im Mannschaftswettbewerb mit dem vierten Platz knapp einen Medaillengewinn, vier Jahre darauf wurde sie in München mit der Mannschaft Sechste. Bei den Olympischen Spielen 1976 in Montreal erreichte sie in der Mannschaftskonkurrenz ungeschlagen das Finale um die Goldmedaille, das die Sowjetunion mit 9:2 gewann, sodass Herbster-Josland gemeinsam mit Brigitte Latrille-Gaudin, Brigitte Gapais-Dumont, Christine Muzio und Véronique Trinquet die Silbermedaille erhielt. Bei Weltmeisterschaften gewann sie 1966 in Moskau und 1970 in Ankara jeweils Bronze mit der Mannschaft.